# ソーントン不破直子
ソーントン 不破 直子（Thornton ふわ なおこ、1943年〈昭和18年〉 - ）は、日本のアメリカ文学・比較文学者、日本女子大学名誉教授。

## 経歴
桑名藩不破氏の家系に生まれる。1965年日本女子大学文学部英文学科卒。米国インディアナ大学で比較文学の修士、73年「The Birth of the Essay: A Comparative Study of Michel de Montaigne and Yoshida Kenko（随筆の誕生:モンテーニュと吉田兼好の比較研究）」で博士号を取得。ロナルド・ソーントン（のち大妻女子大学教授）と結婚。1983年日本女子大学文学部英文学科専任講師、87年助教授、92年教授、2010年定年退任、名誉教授。
2007年に日本最初のリカレント教育課程を日本女子大学に創設。NPO法人NOW for Empowerment理事。日本比較文学会理事（2015 - ）。日本比較文学会東京支部長（2015 - 2018）。日本比較文学会会長(2019 - 2023）。日本比較文学会評議員。鎌倉ペンクラブ会員。

## 著書
- 『ユードラ・ウェルティーの世界 饒舌と沈黙の神話』こびあん書房、1988
- Strange Felicity: Eudora Welty's Subtexts on Fiction and Society, Praeger Publishers, 2003 (著者名: Naoko Fuwa Thornton)
- 『ギリシアの神々とコピーライト 「作者」の変遷、プラトンからIT革命まで』學藝書林、2007
- 『戸籍の謎と丸谷才一』春風社、2013
- 『鎌倉三猫物語』春風社、2015
- 『鎌倉三猫いまふたたび』春風社、2016
- 『孤独な殿様』春風社、2018
- 『鎌倉山奇譚　水琴窟の館』春風社、2020

### 翻訳
- 岡倉天心『茶の本』海南書房、1969、社会思想社 1995、春風社 2009
- ユードラ・ウェルティー『黄金の林檎』こびあん書房、1991
- ユードラ・ウェルティー『ポンダー家殺人事件 言葉で人を殺せるか?』リーベル出版、1994

### 主要共著・分担執筆
- 『国境を越えた文学』 「随筆の誕生」の章  英潮社 1976
- 『ジャンル別比較文学論』「随筆文学」の章  カルチャー出版 1977
- 『アメリカ女流作家群像』 「ユードラ・ウェルティー」の章  駸々堂 1980
- 『アメリカー弱者の目を通して』「ユードラ・ウェルティー:公民権運動の渦中から」の章   こびあん書房 1990
- 『滅びと異郷の比較文化』 「ユードラ・ウェルティーとコーク」の章  恩文閣出版 1994
- 『アメリカ短編小説を読み直す』「醜女を美女にする現代の奇跡」、他一章  北星堂 1996
- 『アメリカ映像文学に見る少数民族』「異文化衝突の悲観論」の章  大阪教育図書 1998
- 『翻訳文学の視界ー近現代日本文化の変容と翻訳』「世界文学としての翻訳文学ーゲーテ、マルクス、シュピッツア、モレッティー」の章 恩文閣出版 2012
- 『作品は「作者」を語る アラビアン・ナイトから丸谷才一まで』、内山加奈枝と共編著 春風社 日本女子大学叢書、2011

### 主要学術論文
- 「岡倉天心『茶の本』と当時のアメリカ文壇」『比較文学』(日本比較文学会) 第25巻 1985
- "Robert Bly's Poetry and the Haiku," Comparative Literature Studies (U of Illinois) Vol.20, No.1 1983
- 「岡倉天心『日本の目覚め』の英米における受容」『比較文学』（日本比較文学会 )第26巻 1984
- "Medusa-Perseus Symbolism in Eudora Welty's The Optimist's Daughter" The Southern Quarterly  (U of Southern Mississippi) Vol.23, No.4 1985
- 「ユードラ・ウェルティーと公民権運動」『英語青年』(研究社出版 )1990年8月号
- 「『黄金の林檎』における絵画からの発想」 『英文学研究』(日本英文学会) 第61巻 第1号 1992
- "Sideshadows of LIfe: The Bride of the Innisfallen and Other Stories and 'Other' Stories" 『アメリカ文学研究』 (日本アメリカ文学会) 第33号 1997
- "A Hilarious Destruction: The Ponder Heart as a Metanarrative" The Southern Quarterly (U of Southern Mississippi) Vol.36, No.1 1997
- "Voices and Aphasia in Eudora Welty's 'The Demonstrators'" Studies in English Literature (日本英文学会) 1998
- 「南部ゴシックの社会と心理ー『白人』が奴隷となる日」 『フォークナー』 (日本フォークナー協会)第7号 2005
- 「マルクス主義と『作者』ーマルクス主義文学批評の変遷を辿って」 『日本女子大学文学部紀要』第56号 2007